# 羅馬尼亞鱸
羅馬尼亞鱸為輻鰭魚綱鱸形目鱸亞目河鱸科的其中一種，被IUCN列為極危保育類動物，分布於歐洲羅馬尼亞多瑙河流域，體長可達11公分，棲息在水流湍急、清澈冰冷、岩石底質的溪流，夜行性，屬肉食性，以水生昆蟲為食。

## 外部連結
- 羅馬尼亞鱸的圖片